# Жаркольський сільський округ
Жарко́льський сільський округ (каз. Жаркөл ауылдық округі, рос. Жаркольский сельский округ) — адміністративна одиниця у складі Джангельдинського району Костанайської області Казахстану. Адміністративний центр — село Тауиш.
Населення — 1082 особи (2021; 1732 у 2009, 1910 у 1999, 2335 у 1989).
Станом на 1989 рік існували Жаркольська сільська рада (села Сарису, Тауш, Тауш №2, Тентексай, Туканай).

## Склад
До складу адміністрації входять такі населені пункти:
| Населений пункт | Старі назви | Населення, осіб (1989) | Населення, осіб (1999) | Населення, осіб (2009) | Населення, осіб (2021) |
| --------------- | ----------- | ---------------------- | ---------------------- | ---------------------- | ---------------------- |
| Сарису, село    | -           | 356                    | 337                    | 338                    | 142                    |
| Тауиш, село     | Тауш        | 1109                   | 1217                   | 1177                   | 847                    |
| Тауш №2, село   | -           | 362                    | -                      | -                      | -                      |
| Тентексай, село | -           | 263                    | 174                    | 80                     | 44                     |
| Токанай, село   | Туканай     | 245                    | 182                    | 137                    | 49                     |